# 石波の海岸樹林
石波の海岸樹林（いしなみのかいがんじゅりん）とは、宮崎県串間市市木の海岸にある天然の樹林。日本の天然記念物に指定されている。

## 歴史
1934年（昭和9年）1月27日、付近の「幸島のサル生息地」が国指定文化財（特別天然記念物）となる。
1951年（昭和26年）6月9日、石波の海岸樹林が「海岸および沙地植物群落の代表的なもの」として国の天然記念物に指定される。